# Карсавина, Тамара Платоновна
Тама́ра Плато́новна Карса́вина (25 февраля [9 марта] 1885, Санкт-Петербург, Российская империя — 26 мая 1978, Лондон, Великобритания) — русская балерина и педагог. Солировала в Мариинском театре, входила в состав Русского балета Дягилева и часто танцевала в паре с Вацлавом Нижинским. После Октябрьской революции 1917 года жила и работала в Великобритании. Сестра историка и философа Л. П. Карсавина.

## Биография
Балерина родилась 25 февраля (9 марта) 1885 года в Санкт-Петербурге в семье танцовщика императорской труппы Платона Карсавина и его жены Анны Иосифовны, урождённой Хомяковой, внучатой племянницы известного славянофила А. С. Хомякова. Брат — Лев Карсавин, русский философ.
В 1902 году окончила Императорское театральное училище, где постигала основы балетного мастерства у педагогов Павла Гердта, Александра Горского и Энрико Чекетти. 1 июня 1902 года зачислена в кордебалет Мариинского театра, где в апреле 1902 года состоялся дебют в па-де-де «Жемчужина и рыбак» балета «Жавотта» (Сен-Санс). 1 мая 1904 года переведена в разряд вторых танцовщиц. Дебютное исполнение главной роли в балете «Пробуждение Флоры» не имело успеха. 16 декабря 1906 года дебютировала в роли Царь-девицы в «Коньке-горбунке», и в следующем году переведена в разряд первых танцовщиц. В 1910 году стала прима-балериной. На сцене Мариинского театра Карсавина исполняла ведущие партии в балетах классического репертуара — «Жизель», «Спящая красавица», «Щелкунчик», «Лебединое озеро» и др.
Сотрудничество с Михаилом Фокиным началось с его ранних постановок. 8 марта 1907 года Карсавина исполнила вальс Ges-Dur новой редакции «Шопенианы». Поначалу все свои симпатии балетмейстер относил Анне Павловой, не сразу угадав в Тамаре Карсавиной идеальную актрису своего театра и предоставлял балерине роли второго плана. 22 декабря 1907 года Карсавина исполнила ассирийский «танец с факелом» на том же концерте, когда Павлова впервые представила фокинского «Лебедя».
Начало гастрольной деятельности пришлось на лето 1906 года с труппой Г. Г. Кякшта по городам России. Затем гастролировала в Праге (1908), Милане и Лондоне (1909), Берлине, Брюсселе и Лондоне (1910). Осенью 1913 года выступала с гастрольной поездке труппы Дягилева в Южной Америке.
С 1909 года по приглашению Сергея Дягилева Карсавина начала выступать в организованных им гастролях артистов балета России в Европе, а затем в Русском балете Дягилева. Наиболее заметными работами балерины в период сотрудничества с Дягилевым были ведущие партии в балетах «Жар-птица», «Призрак розы», «Карнавал», «Петрушка» (постановки Михаила Фокина), «Треуголка», «Женские причуды» (постановки Леонида Мясина) и др. Самой замечательной своей ролью балерина считала Шамаханскую царицу из балета «Золотой петушок», который расценила как шедевр Фокина. По мнению В. М. Красовской, Карсавина «лучше всех выразила и воплотила концепцию фокинской героини, прельстительно-обманной, маняще-опасной». Согласно восприятию С. Л. Григорьева, «Карсавина в роли Жар-птицы была бесподобна. <…> Несомненно, эта роль была идеально для неё создана».

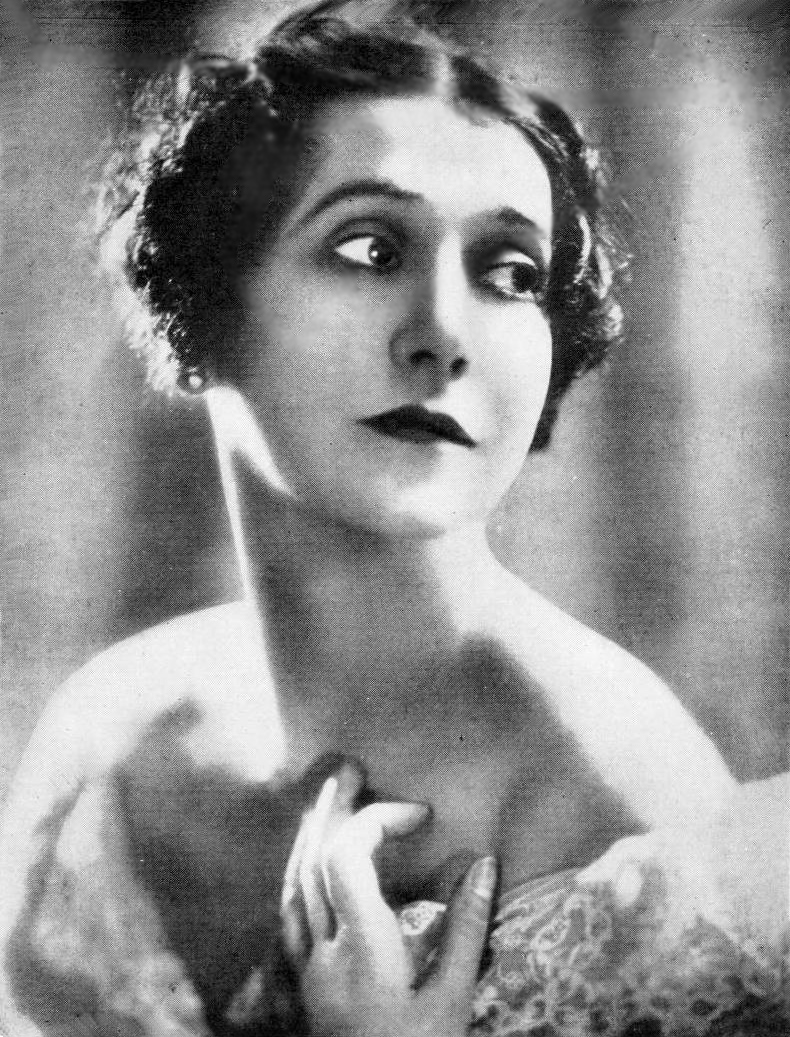
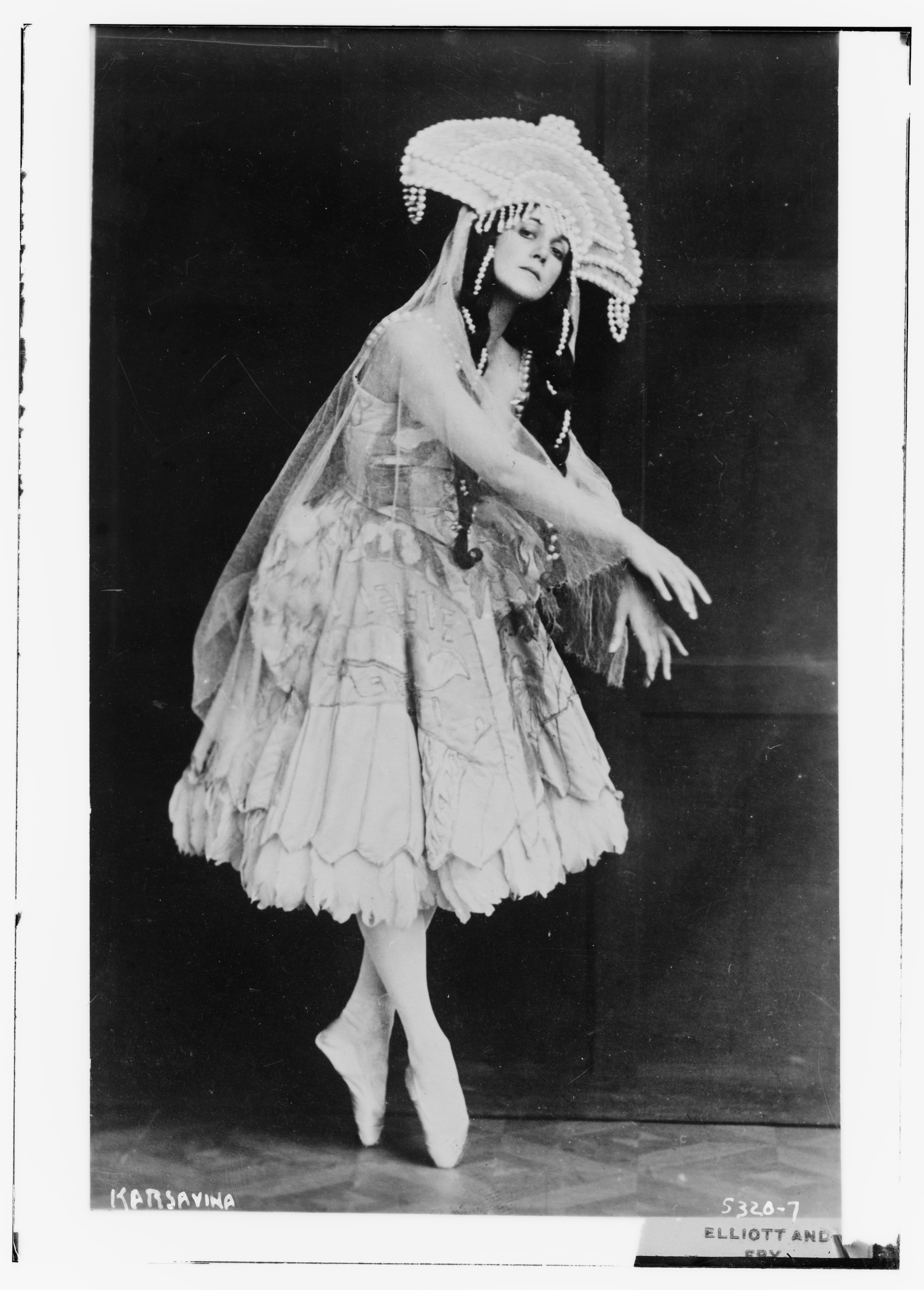
Карсавина, между 1900 и 1920
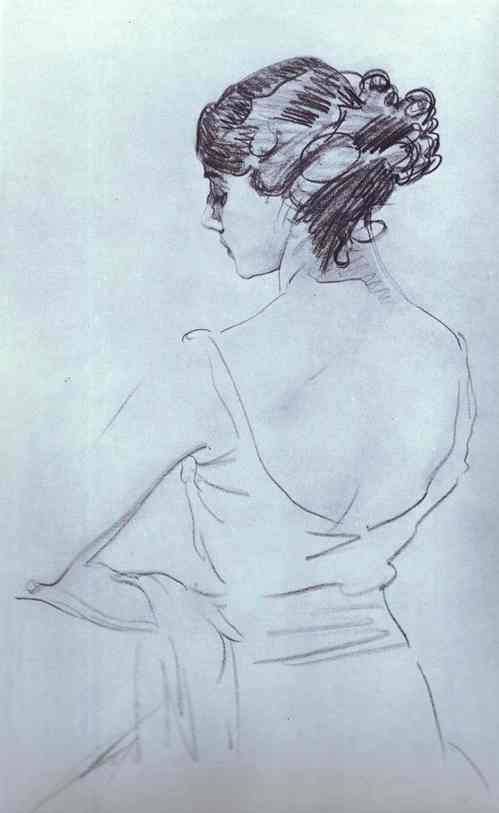
Портрет балерины Т. Карсавиной. Валентин Серов, 1909. Третьяковская галерея, Москва, Россия[C 1]
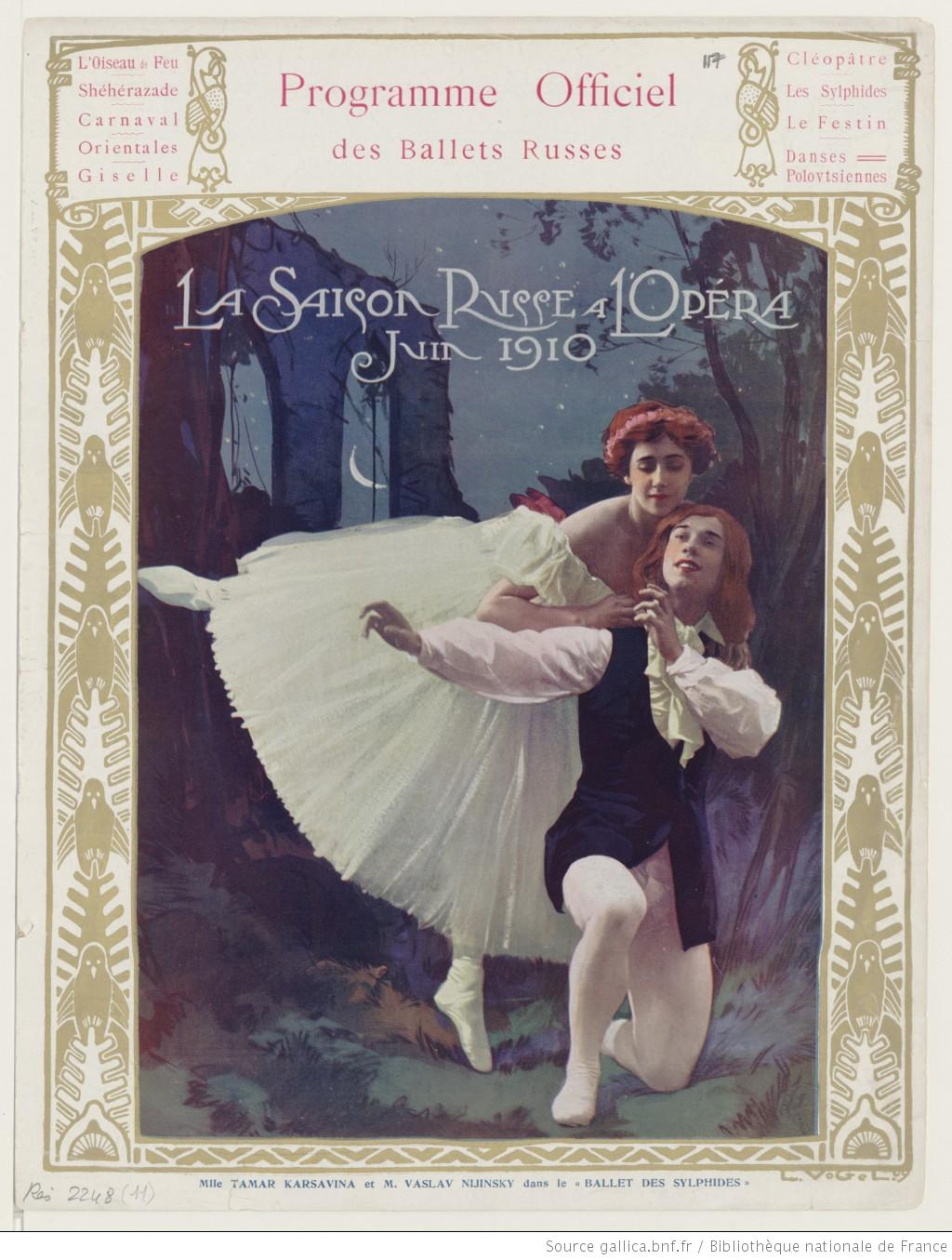
Тамара Карсавина и Вацлав Нижинский в балете «Сильфиды». Программа русских балетов 1910 г. Gallica
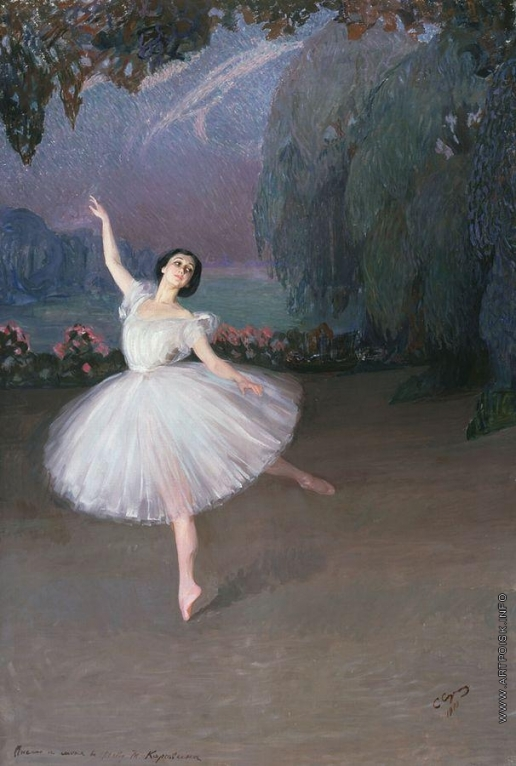
Тамара Карсавина в балете «Сильфиды», Савелий Сорин, 1910
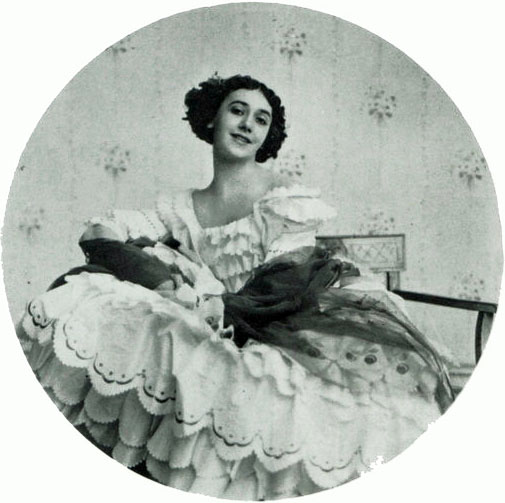
Тамара Карсавина, 1910-е
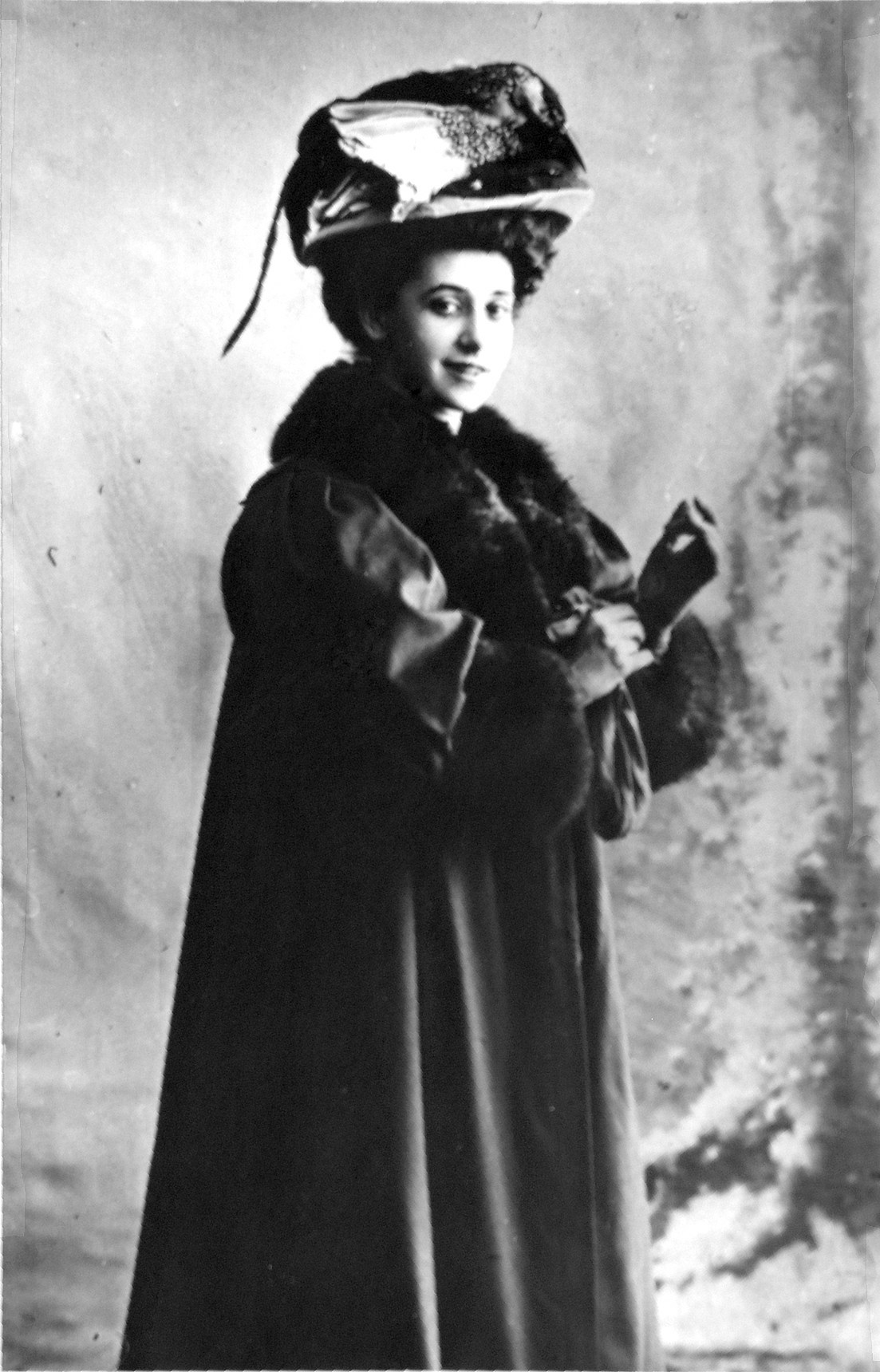
Карсавина, 1910-е
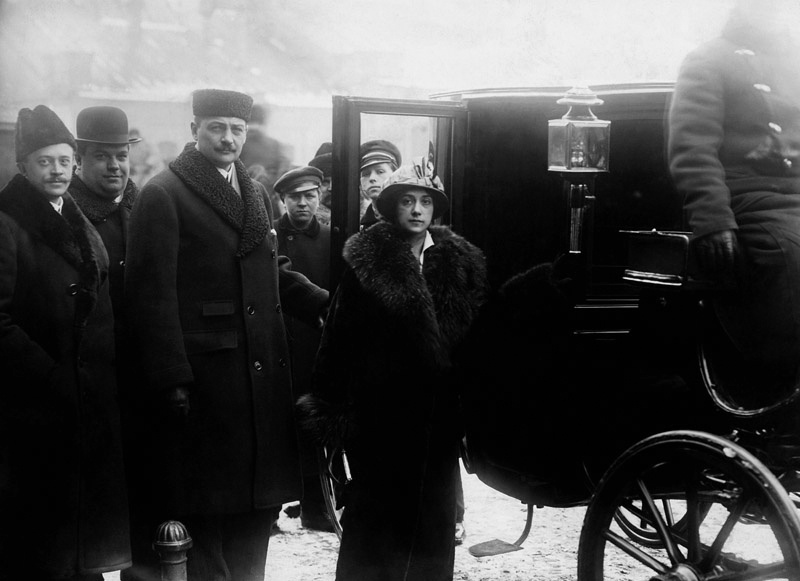
Возвращение Тамары Карсавиной в Петроград, октябрь — декабрь 1914 г. Снимок Якова Штейнберга
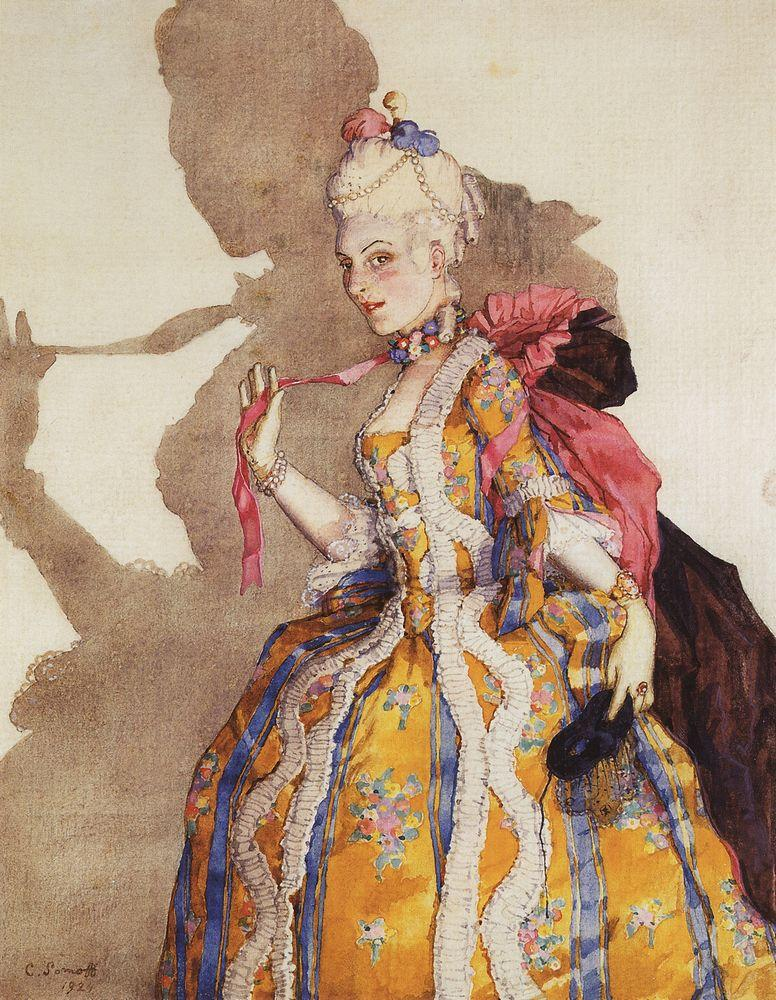
Эскиз костюма Тамары Карсавиной для танца под музыку Моцарта. Константин Сомов, 1924[C 2]
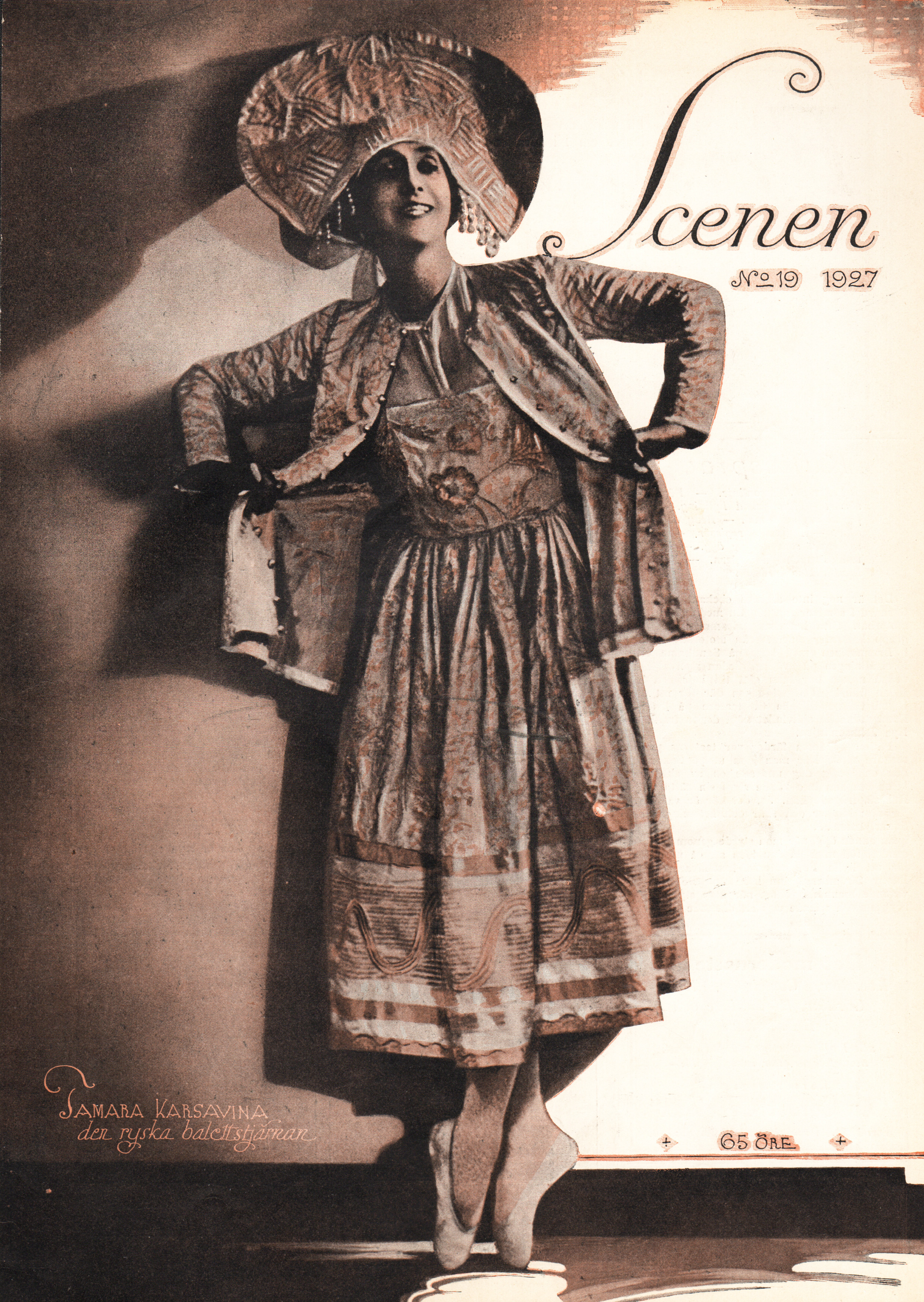
Карсавина на обложке журнала «Scenen». 1927 г.
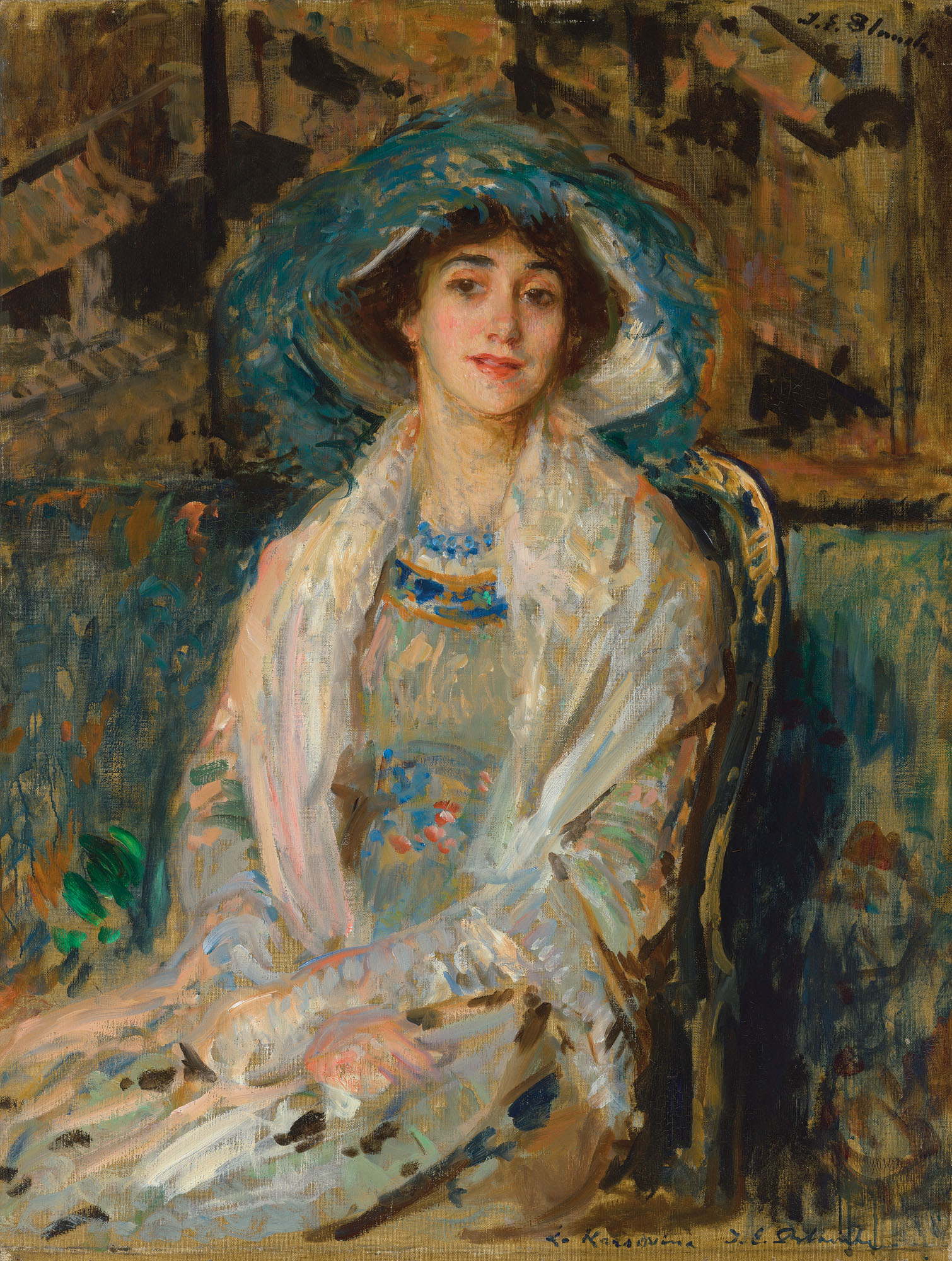
Портрет Т. Карсавиной. Жак-Эмиль Бланш, 1928[C 3]
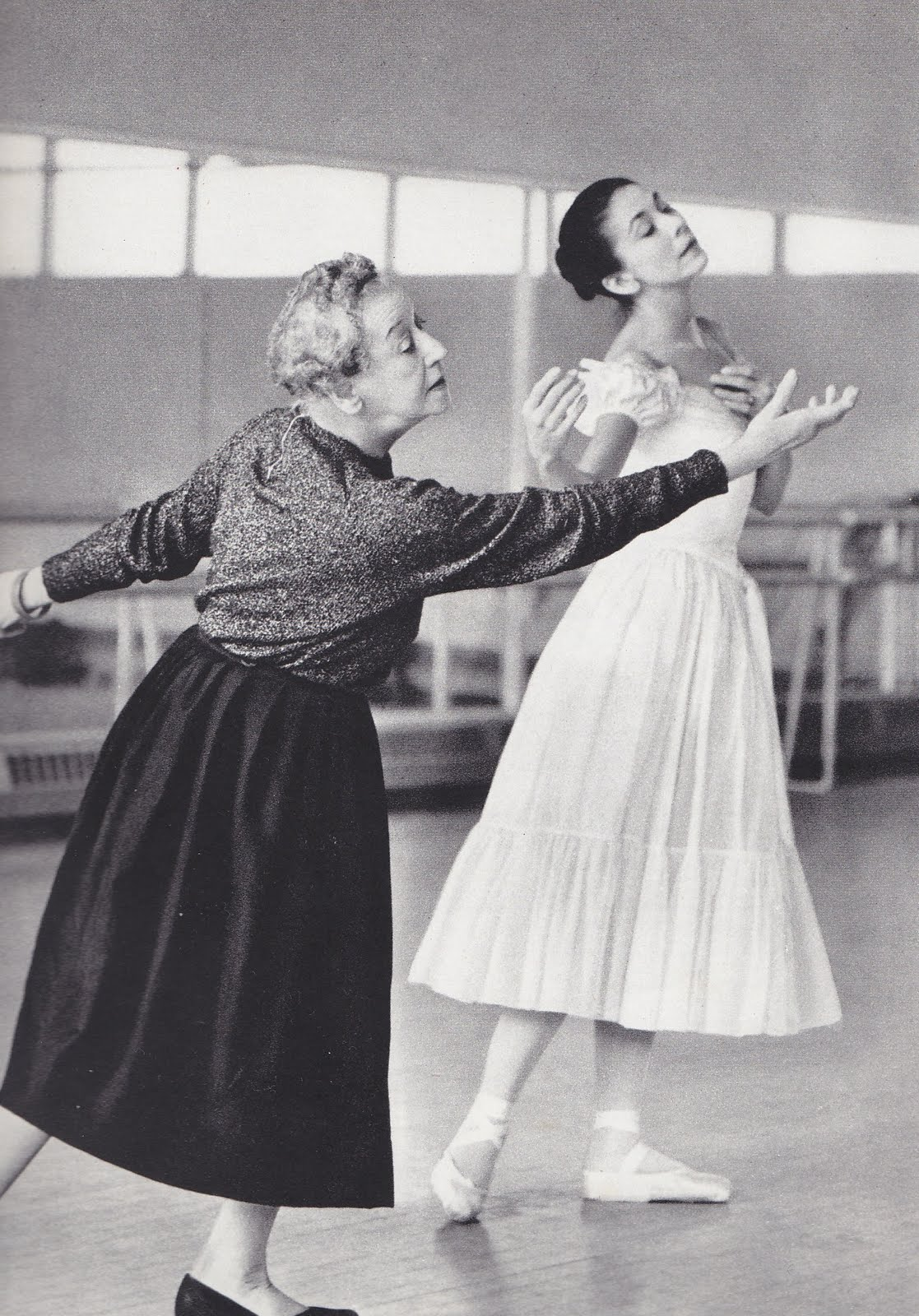
Тамара Карсавина и Марго Фонтейн на репетиции балета «Видение розы», 1950-е

Исполняла роль Бельгии в спектакле-пантомиме «1914», автор и режиссёр-постановщик кн. С. М. Волконский (премьера 6 января 1915 в Мариинском театре). Спектакль был «выпускным вечером» Курсов Ритмической гимнастики, закрывшихся с началом Первой мировой войны.
От британского дипломата Генри Брюса 25 декабря 1915 года у неё родился сын Никита. Получив развод от своего первого супруга Василия Васильевича Мухина, с которым была в браке с 1 июля 1907 года, в июле 1918 года Карсавина вышла замуж за Генри Брюса, сохранив дружбу и переписку с прежним супругом. Последнее выступление в России состоялось 15 мая 1918 года на сцене Мариинского театра в партии Никии в «Баядерке» и летом того же года отправилась вместе с мужем и сыном в Лондон. В эмиграции балерина продолжила выступления на сцене, гастролировала с Русским балетом Дягилева, занималась преподавательской деятельностью. Кроме того, в начале 1920-х балерина появилась в эпизодических ролях в нескольких немых кинофильмах производства Германии и Великобритании — в том числе в картине «Путь к силе и красоте» (1925) с участием Лени Рифеншталь. В 1931 году оставила сцену. В 1930—1955 годах занимала должность вице-президента Королевской академии танца.
У Карсавиной училась хореографии десятикратная чемпионка мира по фигурному катанию Соня Хени.
Тамара Карсавина умерла 26 мая 1978 года в Лондоне в возрасте 93 лет.

## Русские сезоны Дягилева
В. М. Красовская писала: «Имена Анны Павловой и Тамары Карсавиной связаны с расцветом балетного импрессионизма начала XX века». «Слава Карсавиной, если судить по её мировому резонансу, не уступала славе Павловой. Оба имени часто называли рядом, часто и противопоставляли».
Карсавина была задействована в первом Русском сезоне Дягилева 1909 года в Париже. После ухода из труппы Павловой со второго дягилевского сезона 1910 года Карсавина заняла место прима-балерины. Опасность переездов во время Первой мировой войны препятствовала выступлениям Карсавиной вне России с 1915 по 1918 год, помимо того в 1915 году ждала ребёнка. После успешных премьер с участием балерины ряд постановок прочно вошёл в репертуар Русских сезонов («Сильфиды», «Карнавал», «Жар-птица», «Призрак розы», «Петрушка», «Тамара», «Дафнис и Хлоя», «Золотой петушок» и др.). В оценке В. М. Красовской, «Жар-птица Карсавиной стала одним из тревожных символов времени, как и Лебедь Павловой. В этих образах, созданных Фокиным для двух величайших художниц танца, отлились два полюса жизни и искусства: трагическое бегство от трагедии и острое предчувствие её неизбежности. <…> Птица оборачивалась чудом-девой, не ведающей ни ненависти, ни любви».

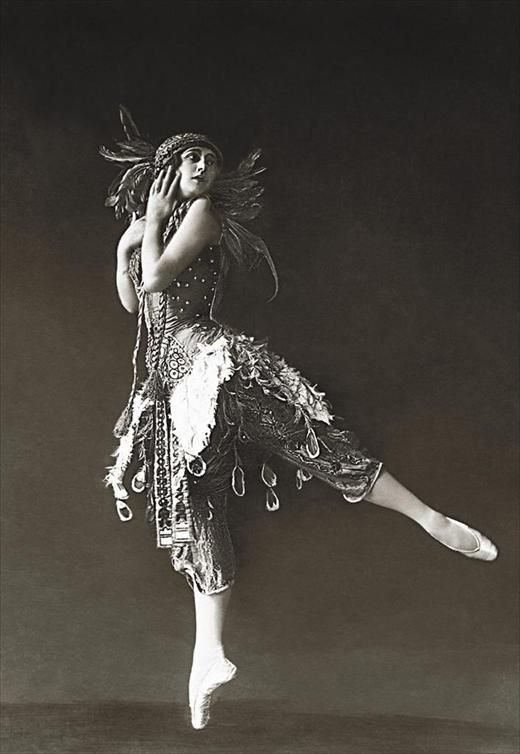
Тамара Карсавина в роли Жар-птицы, 1910 г.
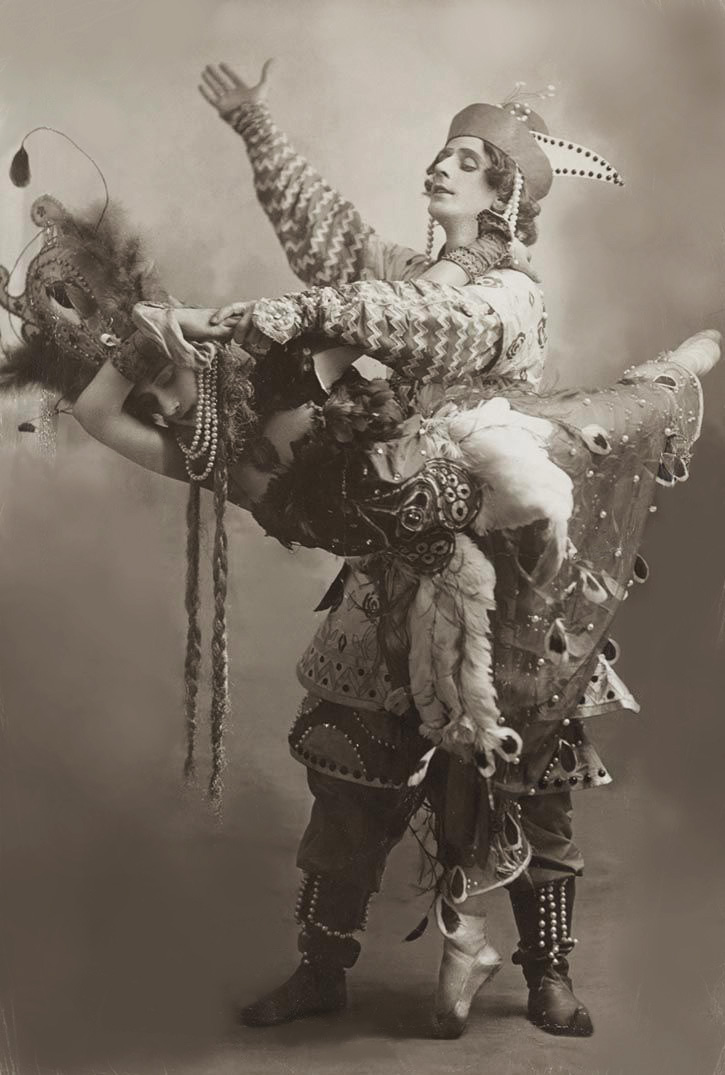
Русский: Тамара Карсавина и Михаил Фокин в роли Жар-птицы и Иван-царевича, 1910
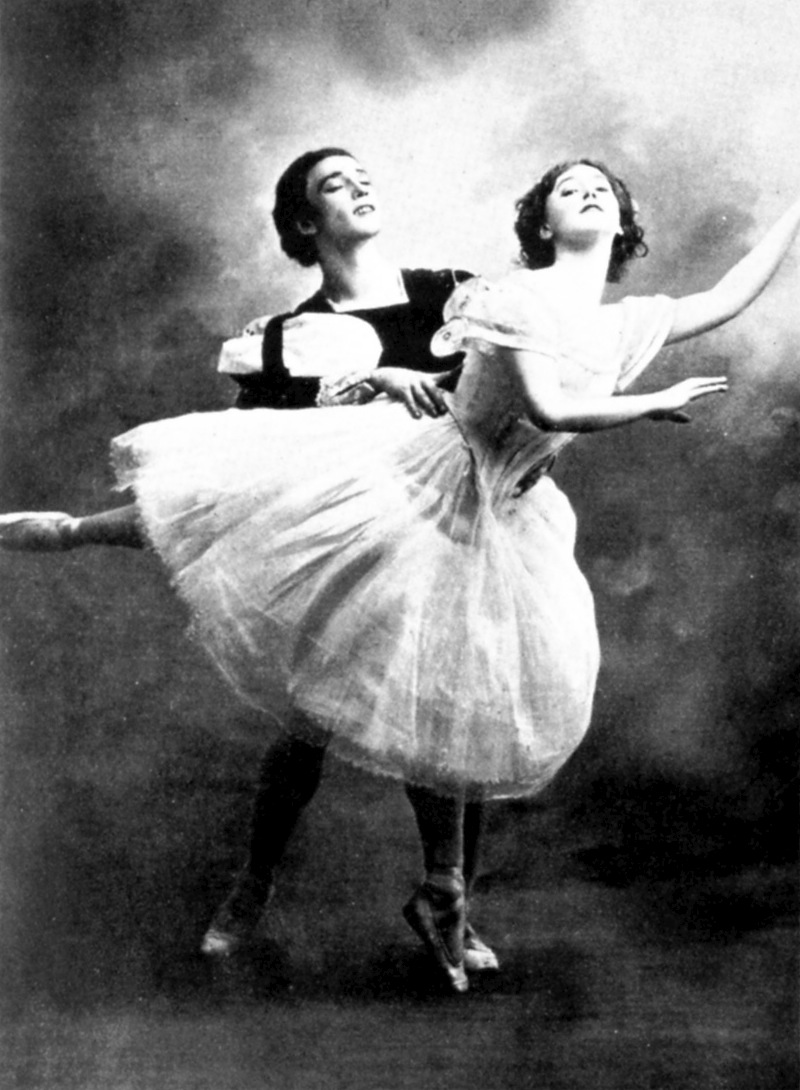
Русский: Вацлав Нижинский и Тамара Карсавина в роли Жизели и Альбрехта в балете «Жизель», 1910
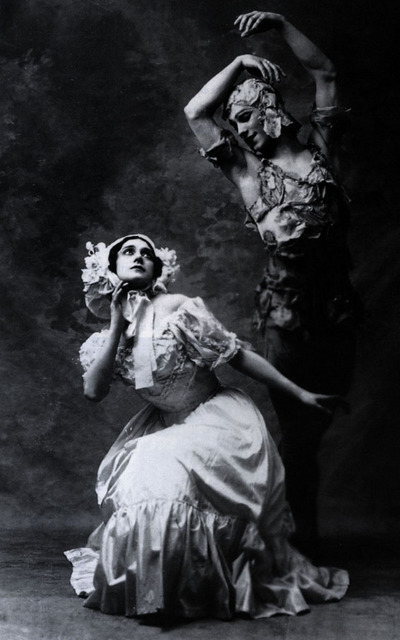
Карсавина и Нижинский на премьере «Призрака розы», 1911 г.
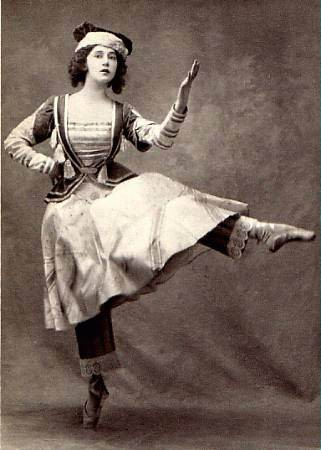
Тамара Карсавина в балете «Петрушка», около 1911 г.
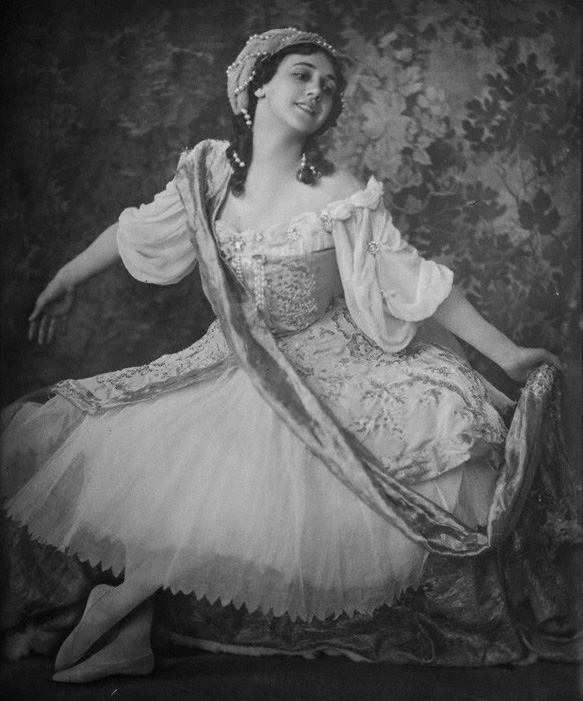
Тамара Карсавина в роли Армиды в балете «Павильон Армиды», 1911.jpg
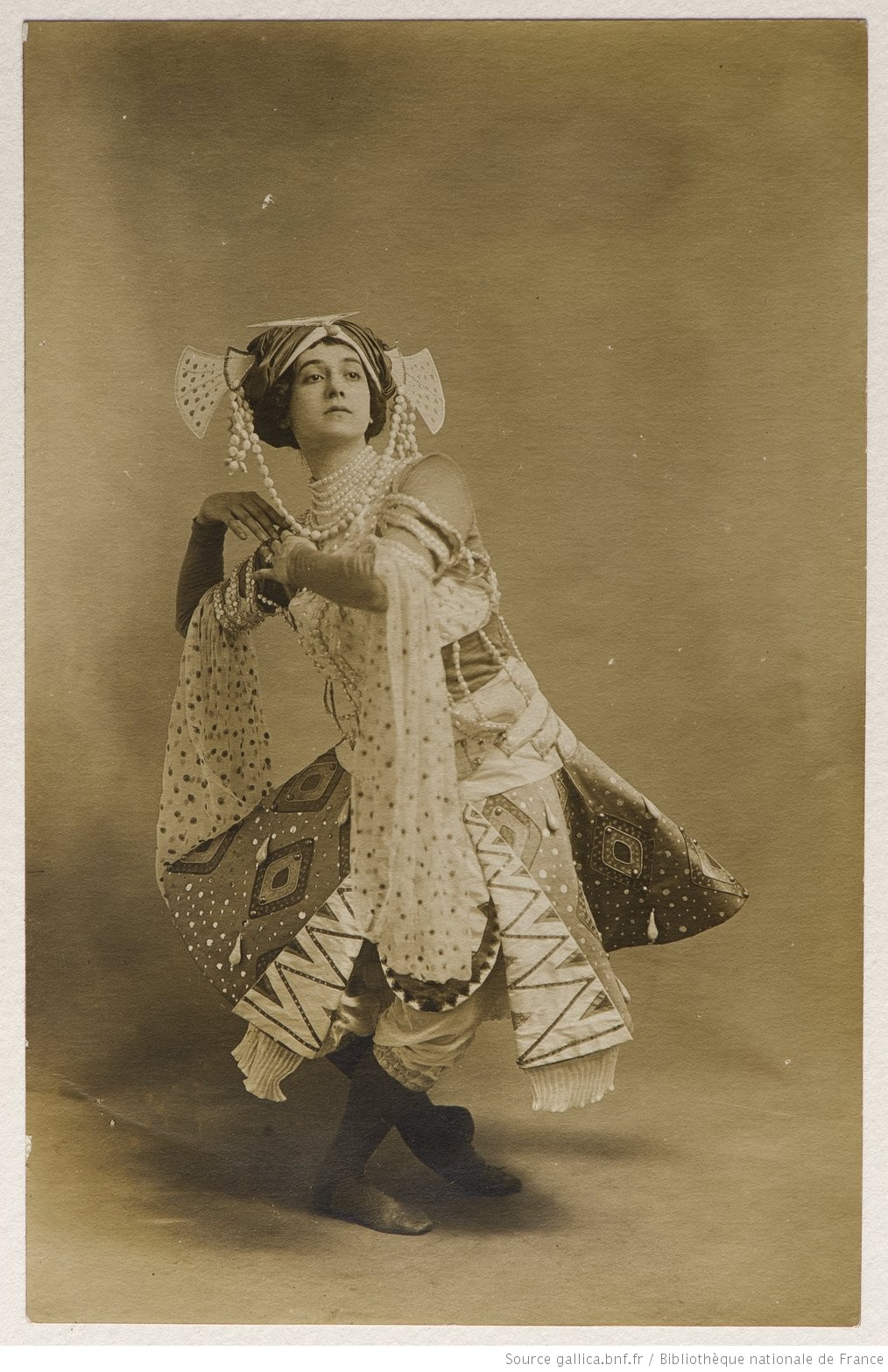
Тамара Карсавина в роли Девы в балете «Синий бог»; фото Валери[фр.] (Шарль Огюст Варсаво)
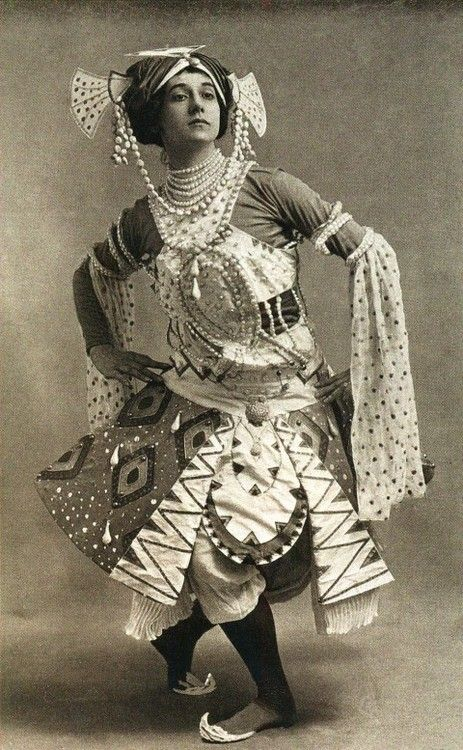
Тамара Карсавина в балете «Синий бог», 1912 г. Костюм разработал Лев Бакст.
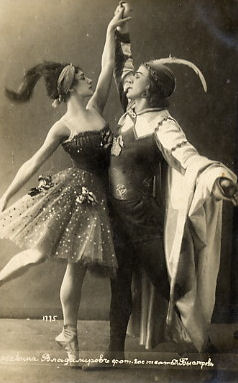
Карсавина и Владимиров в «Лебедином озере», между 1913 и 1917
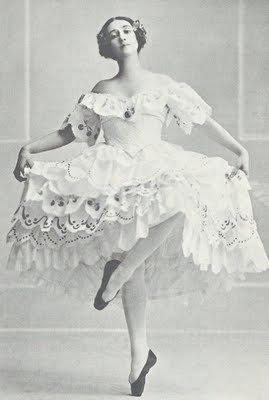
Тамара Карсавина в балете «Бабочки», около 1912 — 1914
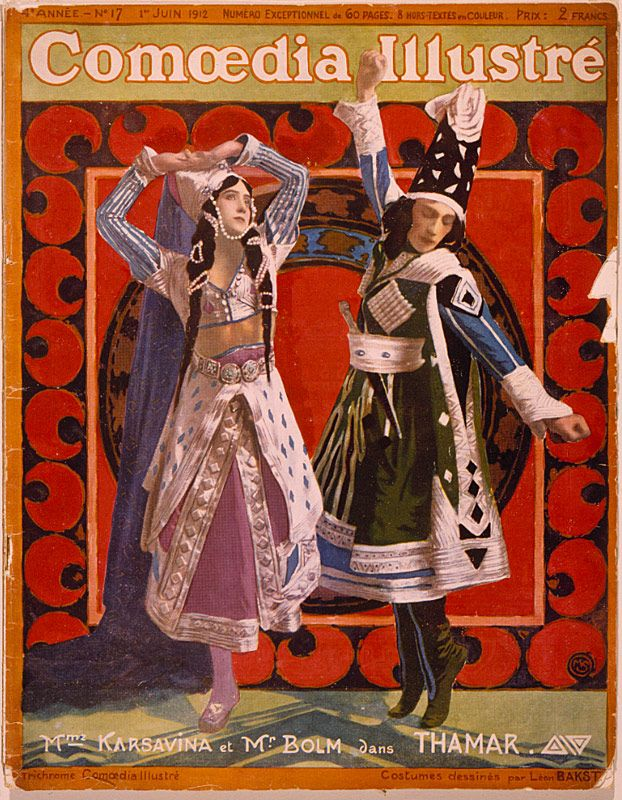
Обложка журнала «Комедиа иллюстре[фр.]», 1912 г. Тамара Карсавина и Адольф Больм в балете «Тамара». Национальная галерея Австралии
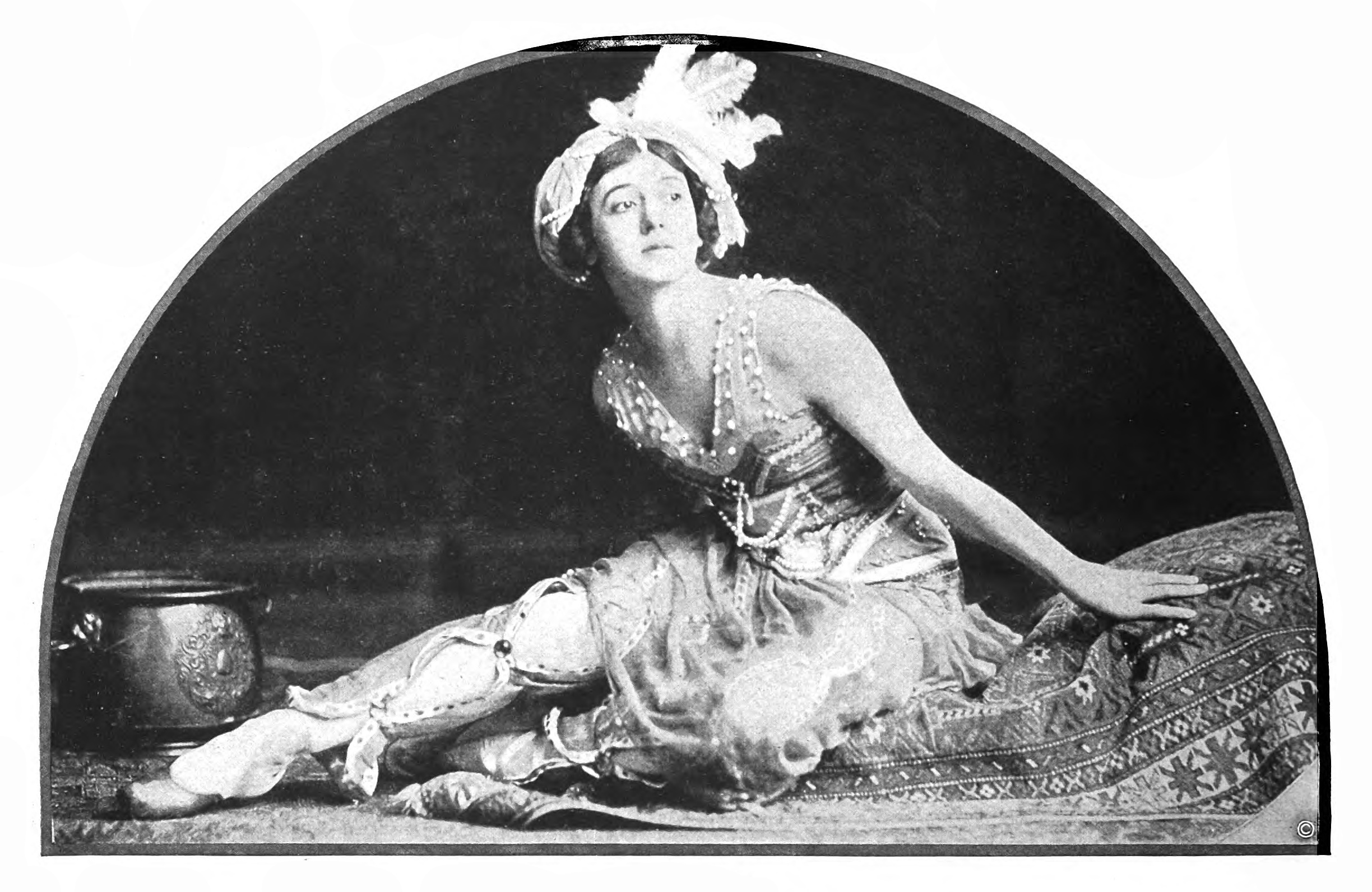
Тамара Карсавина в балете «Шахерезада», фото в журнале «Harper's Bazaar» за октябрь 1916 г.

Благодаря Фокину и Дягилеву в первый же свой приезд в Париж Анна Павлова, Тамара Карсавина и Вацлав Нижинский обрели мировую известность. Карсавина заключила контракт с лондонским «Колизеем». До конца жизни Дягилева Карсавина сохраняла тёплые с ним отношения и посвятила прославленному антрепренёру последнюю главу своих воспоминаний «Театральная улица» (1929), завершённых в год его смерти. Балерина участвовала в трети премьер Русских сезонов (в 22 первых представлениях из 67; без указания танца в «Пире»), кроме них была занята в постановках других спектаклей труппы Дягилева. В списке указаны выступления Карсавиной на премьерах согласно данным С. Л. Григорьева:
1909 год

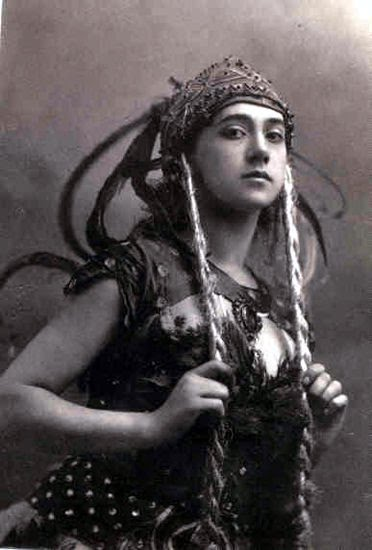
Тамара Карсавина в заглавной роли балета «Жар-птица», 1910

в постановках М. М. Фокина в Шатле, Париж
- «Пир» — принцесса Флорина (19 мая)
- «Сильфиды» — Вальс (2 июня)
- «Клеопатра» (2 июня)

1910 год в Гранд-опера
- «Карнавал» — Коломбина (20 мая в Берлине, 4 июня в Париже)
- «Жизель» — Жизель (18 июня, партнёр Нижинский)
- «Жар-птица» — Жар-птица (25 июня, партнёр Фокин)
- «Ориенталии» (25 июня)

1911 год
- «Призрак розы» — Девушка (лучшая партия в дуэте с В. Ф. Нижинским и редкое попадание в роль[34]; 19 апреля в Театре Монте-Карло)
- «Нарцисс» — нимфа Эхо (Театр Монте-Карло, 26 апреля)
- «Петрушка» — Балерина (лучшая партия в дуэте с В. Ф. Нижинским, Шатле, 13 июня)

1912 год
- «Синий бог» (или «Голубой бог») — Молодая девушка (или индийская девушка, в паре с Нижинским, Шатле, 13 мая)
- «Тамара» — Тамара (в паре с Больмом, Шатле, 20 мая)
- «Дафнис и Хлоя» — Хлоя (в паре с Нижинским, Шатле, 8 июня)

1913 год
- «Игры» — с Нижинским, постановка Нижинского в Театре Елисейских Полей 15 мая
- «Трагедия Саломеи» — Саломея (в паре с Гавриловым, постановка Б. Г. Романова в Театре Елисейских Полей 12 июня)

1914 год
в постановках М. М. Фокина
- «Бабочки» (16 апреля в Театре Монте-Карло)
- «Золотой петушок» — Шамаханская царица (24 мая в Гранд-опера, Париж)
- «Мидас» — царица Ореада (2 июня в Гранд-опера, Париж)

1919 год
- «Треуголка» — Мельничиха (22 июля, первое исполнение в постановке Л. Ф. Мясина, Альгамбра, Лондон)

1920 год
в постановках Л. Ф. Мясина в Гранд-опера, Париж
- «Песнь соловья» — живой Соловей (2 февраля)
- «Пульчинелла» — Пимпинелла (15 мая)
- «Женские причуды» (также «Женские хитрости» или «Женские ухищрения», 27 мая)

1926 год
- «Ромео и Джульетта» — Джульетта (в паре с Сержем Лифарём; постановка Б. Ф. Нижинской, 4 мая в Казино, Монте-Карло)

## Интересные факты
- В финале рассказа Агаты Кристи «Улица Арлекина» из сборника «Загадочный мистер Кин» (1930) героиня Анна Денмен (Anna Denman) после своей смерти была опознана как гениальная балерина Анна Харсанова (Anna Kharsanova), которая «в партии умирающей нимфы совмещает в себе аллюзии на выступления обеих знаменитых русских балерин, в конце 1910-х годов обосновавшихся в Англии: Анны Павловой (умирающий лебедь) и Тамары Карсавиной (нимфа)». В русском переводе рассказа Н. Калошиной из 20-томного собрания сочинений писательницы героиня фигурирует под именем Анны Карсавиной[35].
- В телесериале «Империя под ударом» в роли Тамары Карсавиной снялась Илзе Лиепа.
- В коллекции исторического костюма историка моды Александра Васильева находится вечернее платье Тамары Карсавиной 1925 года, созданное в модном доме Mouna Katorza. Ранее это платье находилось в личной коллекции Сержа Лифаря.[значимость факта?]

## Комментарии
1. ↑  В 1909-1910 годах Валентин Серов создает ряд портретов танцовщиц «Русских сезонов», удивительных по своей графической чистоте: Т.П. Карсавиной, А.П. Павловой и самый скандальный из них – Иды Рубинштейн. «Хочу добиться, чтобы в рисунке было как можно меньше карандаша», вот направление поисков Валентина Серова в те годы. В портрете Карсавиной стоящая полуфигура портретируемой, по словам исследователя русской графики А.А. Сидорова, «оказывается живущей в пространственном окружении, не конкретно изображенном, но переданном двумя-тремя намеками, полными содержательности». Тамара Платоновна Карсавина (1885-1978) – балерина, выступала на сцене Мариинского театра в Петербурге (1902-1918). Настоящая слава Карсавиной связана с сезонами Русского балета Дягилева. После феноменального успеха в Париже Карсавину буквально засыпали предложениями. Пожалуй, ни одна балерина не была так любима художниками и поэтами. Ее писали Серов, Бакст, Добужинский, Судейкин, Серебрякова и многие другие.
2. ↑  В конце августа 1924 года художник Константин Сомов закончил работу над эскизами костюмов для прославленной балерины Тамары Карсавиной. На тот момент мастер уже несколько месяцев жил в Париже, приехав туда из Нью-Йорка, где он был организатором выставки работ русских художников. Несмотря на огромную любовь Сомова к сценическому искусству, непосредственно для театра, в отличие от многих своих коллег, он сделал совсем немного — ряд эскизов балетных костюмов, в том числе костюма Коломбины для Анны Павловой (1909), рисунок занавеса для московского Свободного театра (1913), несколько афиш. Родные Сомова объясняли отсутствие у него интереса «писать декорации» тем, что «темы театра» в творчестве художника отличал сугубо камерный, «интимный» характер: при взгляде на такие работы мастера «создается впечатление, будто эти вещи сделаны для себя, а не для показа другим». Кроме того, была у Сомова и еще одна причина, препятствующая занятиям сценографией — неспособность к точным наукам, которая не позволила ему «усвоить законы перспективы». Что касается Карсавиной, то с ней Сомова связывало давнее знакомство и взаимная симпатия. Он нередко бывал не только на спектаклях с участием балерины, но и у нее дома. Работал художник и над портретом ее мужа, британского дипломата Генри Брюса (1918). По просьбе артистки Сомов выполнил для ее будущего турне по Америке эскизы семи костюмов: «костюм субретки и партнер (костюм лакея), маркизы и ее кавалера и костюм неглиже. Всё это для музыки Моцарта. Потом комический для танца марионетки и костюм ангела». Мастер очень волновался, понравятся ли заказчице его работы. Но опасения были напрасны: эскизами балерина осталась «чрезвычайно» довольна. "Я никак не ожидал такого «успеха, успеха, успеха»", — не смог скрыть своей радости художник. Получив одобрение, Сомов посчитал своим долгом оказать Карсавиной и практическую помощь: вместе с ней он «целый день путешествовал по магазинам, выбирал материал, смотрел парики и ботинки». Помимо этого, он еще и выразил готовность лично наблюдать за процессом изготовления костюмов парижскими мастерами. Так художник старался максимально точно воплотить плоды своей творческой фантазии в реальность. Забегая вперед, скажем, что осенью того же года Сомов вновь окажется в Америке. И в это же самое время там будет гастролировать и Карсавина. Художник придет в Карнеги-холл на выступление артистки и станет свидетелем её триумфа у американской публики, свою лепту в который внёс и он. Ксения Михайловская, 2020
3. ↑  В то лето я позировала Жаку Бланшу. Невозможно было отыскать более тихого убежища от лихорадочной парижской жизни, чем большое ателье художника в Пасси. Такое же спокойствие исходило и от самого художника. Передо мной был еще один аспект французского ума. В его устах личные замечания художника, обращенные к своей модели, имели привкус бесстрастных наблюдений. Его чувство «живописного», как он выразился, было возбуждено при виде странного контраста между утонченными чертами моего лица и сильно развитой шеей. Художник долго изучал меня, прежде чем решить, как лучше передать эту особенность моей внешности, и в конце концов остановился на таком повороте головы, который придавал повелительное выражение позе Жар-птицы, чей образ он выбрал.